# Ioan-Cătălin Iamandi
Ioan-Cătălin Iamandi (n. 15 iulie 1952) este un fost deputat român în legislatura 1990-1992, ales în județul Galați pe listele partidului FSN. În legislatura 1992-1996, Ioan-Cătălin Iamandi a fost ales pe listele PDSR și a fost membru în grupurile parlamentare de prietenie cu Republica Federală Germania, Statul Israel și Australia. Ioan Cătălin Iamandi a absolvit facultatea de mecanică de la Universitatea din Galați.